# István Kozma (zapaśnik)
István Kozma (ur. 27 listopada 1939 w Budapeszcie, zm. 9 kwietnia 1970 tamże), węgierski zapaśnik. Dwukrotny złoty medalista olimpijski.
Potężnie zbudowany zawodnik walczył w stylu klasycznym, w kategorii ciężkiej (powyżej 97 kg). Brał udział w trzech igrzyskach (IO 60, IO 64, IO 68), na dwóch zdobywał złote medale. Nie miał sobie równych w 1964 i 1968 roku. Był mistrzem świata w 1962, 1966 i 1967, srebrnym (1965) brązowym medalistą tej imprezy (1961). Stawał na podium mistrzostw Europy (złoto w 1967, srebro w 1965 i 1968). W 1967 został wybrany sportowcem roku na Węgrzech. Zginął w wypadku drogowym.